# 采样返回

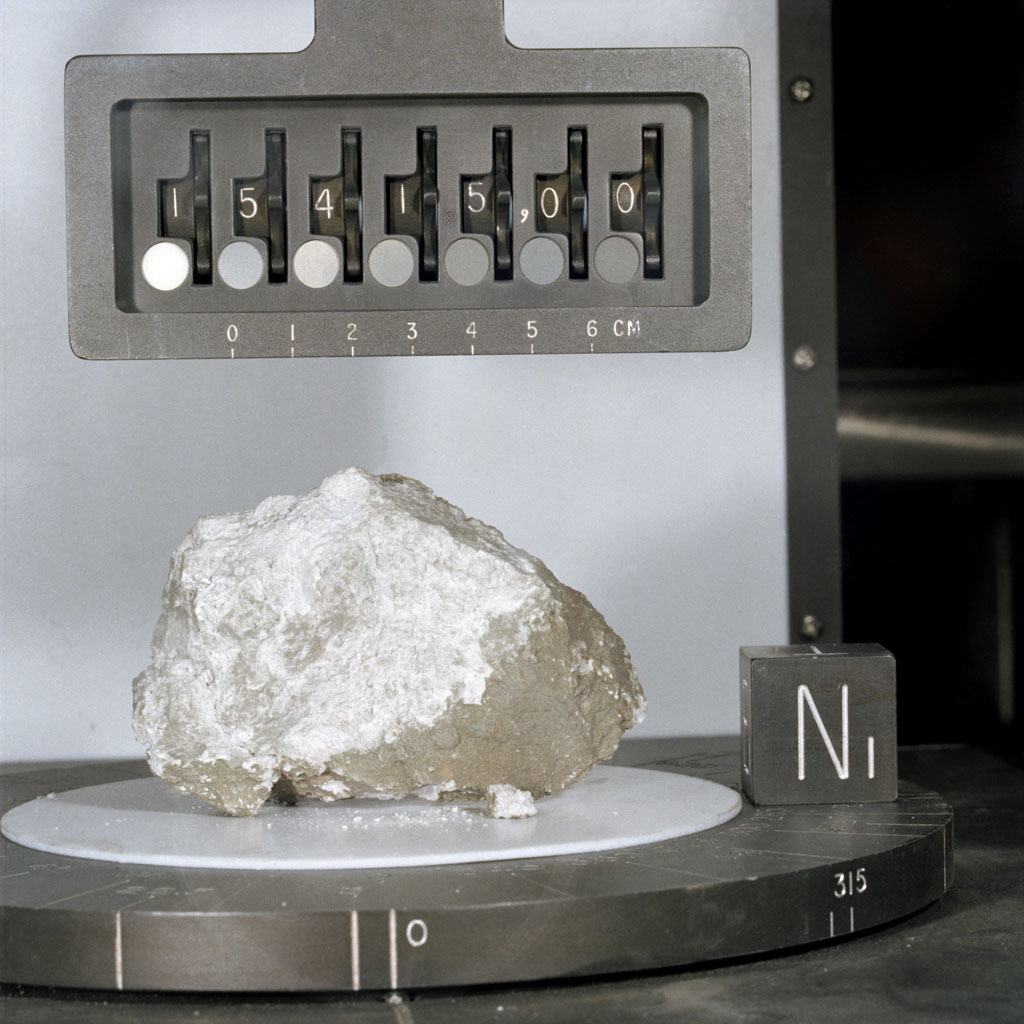
起源石，1971年由阿波罗15号從月球採樣返回

采样返回（英語：Sample-return mission）是一种航天器飞行任务，其目的是从地球外地点（如月球）收集样品并将样品送回地球进行分析。采样返回任务可能只带回原子和分子，也可能带回如土壤和岩石等复杂物體。